# Mistrzostwa Europy w Lekkoatletyce 1982 – dziesięciobój mężczyzn

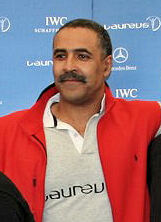
Daley Thompson w 2007

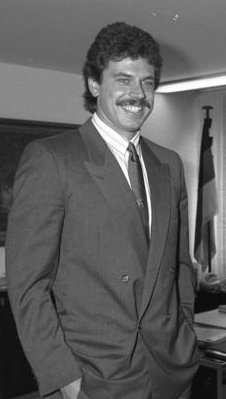
Jürgen Hingsen

Dziesięciobój mężczyzn był jedną z konkurencji rozgrywanych podczas XIII mistrzostw Europy w Atenach. Został rozegrany 7 i 8 września 1982 roku. Zwycięzcą tej konkurencji został reprezentant Wielkiej Brytanii Daley Thompson, który ustanowił rekord świata wynikiem 8743 pkt (według tabel z 1977). W rywalizacji wzięło udział dwudziestu siedmiu zawodników z trzynastu reprezentacji.

## Rekordy
| Rekord świata     | Jürgen Hingsen (FRG)        | 8741 (8723) | Ulm, RFN              | 14-15.08.1982 |
| Rekord Europy     | Jürgen Hingsen (FRG)        | 8741 (8723) | Ulm, RFN              | 14-15.08.1982 |
| Rekord mistrzostw | Aleksandr Griebieniuk (SUN) | 8377 (8340) | Praga, Czechosłowacja | 06-07.09.1978 |

## Wyniki
| Poz. | Zawodnik             | Punkty      | 100     | W dal  | Kula    | Wzwyż  | 400     | 110 ppł | Dysk    | Tyczka | Oszczep | 1500    |
| ---- | -------------------- | ----------- | ------- | ------ | ------- | ------ | ------- | ------- | ------- | ------ | ------- | ------- |
| 1    | Daley Thompson       | 8774 (8743) | 10,51 s | 7,80 m | 15,44 m | 2,03 m | 47,11 s | 14,39 s | 45,48 m | 5,00 m | 63,56 m | 4:23,71 |
| 2    | Jürgen Hingsen       | 8530 (8518) | 11,01 s | 7,58 m | 15,02 m | 2,15 m | 48,10 s | 14,61 s | 44,74 m | 4,80 m | 60,42 m | 4:22,22 |
| 3    | Siegfried Stark      | 8472 (8433) | 11,30 s | 7,31 m | 15,71 m | 2,03 m | 48,76 s | 14,89 s | 48,64 m | 5,00 m | 67,38 m | 4:23,52 |
| 4    | Steffen Grummt       | 8214 (8218) | 11,10 s | 7,16 m | 15,95 m | 1,91 m | 49,16 s | 14,78 s | 49,08 m | 4,60 m | 65,32 m | 4:27,05 |
| 5    | Georg Werthner       | 8165 (8171) | 11,16 s | 7,33 m | 14,11 m | 2,03 m | 48,73 s | 15,08 s | 39,82 m | 4,50 m | 70,66 m | 4:14,89 |
| 6    | Grigorij Diegtiariow | 8134 (8161) | 11,07 s | 7,22 m | 14,94 m | 2,00 m | 49,84 s | 14,75 s | 49,38 m | 4,60 m | 57,12 m | 4:23,15 |
| 7    | Walerij Kaczanow     | 8073 (8116) | 11,11 s | 7,44 m | 14,00 m | 2,03 m | 48,64 s | 14,47 s | 45,46 m | 4,20 m | 57,30 m | 4:18,98 |
| 8    | Christian Gugler     | 8046 (8036) | 11,44 s | 7,05 m | 12,99 m | 2,03 m | 49,91 s | 14,87 s | 44,82 m | 4,80 m | 68,24 m | 4:21,95 |
| 9    | Guido Kratschmer     | 7972 (8016) | 11,02 s | 7,26 m | 14,77 m | 1,99 m | 49,03 s | 14,65 s | 43,84 m | 4,30 m | 61,54 m | 4:24,24 |
| 10   | Atanas Andonow       | 7878 (7904) | 11,34 s | 6,69 m | 15,15 m | 2,06 m | 51,09 s | 14,91 s | 48,20 m | 4,60 m | 62,08 m | 4:40,72 |
| 11   | Michele Rüfenacht    | 7797 (7874) | 10,73 s | 6,94 m | 13,43 m | 1,97 m | 48,38 s | 14,57 s | 45,20 m | 4,00 m | 56,66 m | 4:31,03 |
| 12   | Martin Machura       | 7731 (7794) | 10,97 s | 7,14 m | 15,39 m | 2,06 m | 49,78 s | 16,38 s | 46,72 m | 4,50 m | 59,78 m | 5:05,06 |
| 13   | Colin Boreham        | 7700 (7762) | 11,23 s | 7,11 m | 13,71 m | 2,06 m | 48,90 s | 14,81 s | 38,80 m | 4,00 m | 57,96 m | 4:25,16 |
| 14   | Harri Sundell        | 7687 (7744) | 11,12 s | 7,38 m | 14,25 m | 2,00 m | 49,30 s | 15,11 s | 42,90 m | 4,20 m | 57,62 m | 4:49,95 |
| 15   | Christer Lythell     | 7664 (7717) | 11,45 s | 6,93 m | 14,76 m | 1,88 m | 49,35 s | 15,14 s | 46,88 m | 4,20 m | 60,08 m | 4:31,17 |
| 16   | Adam Bagiński        | 7603 (7659) | 11,38 s | 6,69 m | 13,81 m | 2,00 m | 50,49 s | 15,27 s | 45,00 m | 4,50 m | 58,58 m | 4:35,00 |
| 17   | Conny Silfver        | 7478 (7551) | 11,35 s | 6,70 m | 13,77 m | 1,91 m | 50,09 s | 15,07 s | 42,12 m | 4,40 m | 55,92 m | 4:29,56 |
| 18   | Trond Skramstad      | 7457 (7517) | 11,20 s | 6,80 m | 13,11 m | 1,94 m | 49,27 s | 14,94 s | 35,06 m | 4,30 m | 55,68 m | 4:30,16 |
| 19   | Gudmund Olsen        | 7450 (7506) | 11,64 s | 6,67 m | 14,96 m | 1,91 m | 52,28 s | 15,58 s | 45,72 m | 4,30 m | 63,56 m | 4:35,59 |
| 20   | Siegfried Wentz      | 7446 (7284) | 11,17 s | 7,17 m | 15,81 m | 2,03 m | 48,15 s | 14,52 s | 45,86 m | NM     | 63,64 m | 4:35,38 |
| –    | Konstantin Achapkin  | DNF         | 11,11 s | 7,54 m | 14,46 m | 1,97 m | 49,41 s | 15,08 s | 48,88 m | –      | –       | –       |
| –    | Cecko Mitrakiew      | DNF         | 11,32 s | 6,99 m | 13,26 m | 1,97 m | 50,80 s | 15,15 s | 39,26 m | –      | –       | –       |
| –    | Stefan Niklaus       | DNF         | 10,77 s | 7,25 m | 15,03 m | 2,00 m | 47,66 s | 16,75 s | –       | –      | –       | –       |
| –    | Dariusz Ludwig       | DNF         | 11,22 s | 7,55 m | 13,99 m | 2,06 m | 50,61 s | 15,27 s | –       | –      | –       | –       |
| –    | Torsten Voss         | DNF         | 10,80 s | 7,04 m | 12,83 m | 2,00 m | 48,07 s | 16,97 s | –       | –      | –       | –       |
| –    | Robert De Wit        | DNF         | 11,40 s | 6,46 m | 13,23 m | 2,00 m | 48,72 s | –       | –       | –      | –       | –       |
| –    | Johannes Lahti       | DNF         | 11,26 s | 6,94 m | 13,88 m | –      | –       | –       | –       | –      | –       | –       |